# Anton Ivanovič Denikin
Anton Ivanovič Denikin (russo: Анто́н Ива́нович Дени́кин; Włocławek, 16 dicembre 1872 – Ann Arbor, 8 agosto 1947) è stato un generale russo, importante figura militare della guerra civile russa.
Già generale dell'Esercito imperiale russo, fu uno dei principali leader militari dell'Armata Bianca durante la guerra civile, quando fu contemporaneamente al comando delle Forze armate della Russia meridionale e dell'Armata dei Volontari.

## Biografia
Denikin nacque in terra oggi polacca; studiò all'Accademia militare di Kiev e combatté nella guerra russo-giapponese del 1905. Allo scoppio della prima guerra mondiale ebbe il comando del distretto militare di Kiev. Nel 1916 gli fu affidato un ruolo operativo e condusse perciò le sue truppe fino in Romania, nell'ultima campagna vittoriosa per la Russia: l'offensiva Brusilov.
Dopo la Rivoluzione di febbraio e la caduta dello zar appoggiò il tentativo di colpo di Stato del comandante Lavr Georgievič Kornilov, ma venne arrestato e incarcerato. In seguito alla rivoluzione d'ottobre Denikin e Kornilov fuggirono a Novočerkassk, nel sud della Russia, e formarono un esercito di volontari per combattere i bolscevichi.
Nell'aprile 1918 Kornilov venne ucciso nei pressi di Ekaterinodar (odierna Krasnodar) e Denikin assunse il comando degli anti-rivoluzionari, ma venne sconfitto nell'ottobre dell'anno seguente a Orël, 400 km a sud di Mosca. In seguito alla sconfitta Denikin si recò in esilio in Francia, da dove continuò ad opporsi al regime sovietico.
In seguito allo scoppio della seconda guerra mondiale Denikin fu costretto a lasciare Parigi occupata dai nazisti, ma venne presto catturato. Dopo la fine della guerra, nel 1945, Denikin emigrò negli Stati Uniti d'America, a New York. Morì mentre si trovava in vacanza nei pressi di Ann Arbor, Michigan. Fu sepolto con gli onori militari a Detroit e successivamente trasferito nel cimitero di San Vladimiro di Jackson, New Jersey.